# Tanki
Tanki — одиннадцатый альбом белорусской панк-группы «Нейро Дюбель». На музыкальной премии «Рок-коронация-2005» был назван «Альбомом года». Единственный полностью белорусскоязычный альбом группы.

## Об альбоме
Группа «Нейро Дюбель» со времени своего основания и на протяжении 90-х годов исполняла песни исключительно на русском языке. Лидер группы Александр Куллинкович говорил, что, по его мнению, музыкант должен писать песни на том языке, на котором он думает, а писать со словарём он не хочет. В начале 2000-х годов музыкальный продюсер Алесь Суша готовил альбом-сборник песен на стихи поэта и писателя Владимира Короткевича. Группа «Нейро Дюбель» также была приглашена принять участие в этом проекте. Изучив творчество писателя, Куллинкович проникся им и записал песню «Скрыпка дрыгвы». Такого стихотворения у Короткевича нет, а есть сказка с таким названием. То, что в песне использовано в качестве текста, это предисловия к главам. Этот трибьют-альбом так и не был выпущен, но песня осталась. Позже она была издана на альбоме «Нейро Дюбеля» «П.И.О.Т.К.У.К.У.К.» 2002 года. Для него же было записано ещё несколько белорусскоязычных песен. Далее песен на белорусском языке Куллинковичем было написано столько, что было принято решение делать новый альбом целиком из этого материала.
По словам Куллинковича альбом был назван «Танки», поскольку это слово одинаково звучит и на русском и на белорусском языках. Ещё в японской поэзии есть стихотворный размер, который называется похожим словом «танка», по этой причине альбом был оформлен в японском стиле. Восточный колорит альбому добавил и бэк-вокал Гюнеш Абасовой, присутствующий в некоторых песнях. В качестве бэк-вокалистов на альбоме также появляются музыканты Лявон Вольский и Олег Хоменко. При записи альбома были использованы непривычные для «Нейро Дюбеля» инструменты: волынка и скрипка. Живая презентация альбома прошла 22 октября 2004 года в минском клубе «Реактор». Концерт также был посвящён 15-летию группы.
На альбоме 17 композиций и 5 бонус-треков. Песня «Belarus uber alles» ранее уже выходила на альбоме 1996 года «Жестокое самоубийство универсальной нарезкой Бернера». Здесь эта песня исполнена на белорусском языке. Перевод выполнил музыкальный критик Витовт Мартыненко. Песня «Камсамольскі білет» — это, положенное на музыку революционной «Варшавянки», одноименное стихотворение поэта Аркадия Кулешова. Родственникам Кулешова песня не понравилась. Песня «Жыцьцё» посвящена памяти журналистки Вероники Черкасовой, убитой 20 октября 2004 года. Бонусом на диске идут белорусские песни «Нейро Дюбеля» уже выходившие ранее. В число бонусов входит и песня «Марскі чалавек», которую Куллинкович исполнял на альбоме «Каралі раёну» проекта «Крамбамбуля».
Песня «Гузік» в 2009 году была отобрана на сборник «Budzma The Best Rock / Budzma The Best Rock/New».

## Список композиций
| №                   | Название                              | Автор(ы)            | Длительность |
| ------------------- | ------------------------------------- | ------------------- | ------------ |
| 1.                  | «Інтра»                               |                     | 1:22         |
| 2.                  | «Tanki»                               |                     | 3:06         |
| 3.                  | «Сёма»                                |                     | 3:01         |
| 4.                  | «Гузік»                               |                     | 4:03         |
| 5.                  | «Паліто»                              |                     | 3:52         |
| 6.                  | «Беларусь»                            |                     | 3:26         |
| 7.                  | «Папаў!»                              |                     | 2:27         |
| 8.                  | «Таварыш Чэ»                          |                     | 4:10         |
| 9.                  | «У.Е.»                                |                     | 5:28         |
| 10.                 | «Камсамольскі білет»                  | Аркадий Кулешов     | 2:24         |
| 11.                 | «З новым годам!»                      |                     | 2:59         |
| 12.                 | «Вольга»                              |                     | 3:13         |
| 13.                 | «Пацалунак»                           |                     | 3:27         |
| 14.                 | «Вясельле»                            |                     | 3:42         |
| 15.                 | «Салдаты»                             |                     | 4:02         |
| 16.                 | «Belarus uber alles»                  |                     | 3:24         |
| 17.                 | «Жыцьцё» (памяти Вероники Черкасовой) |                     | 3:31         |
| 18.                 | «Забі амэрыканца»                     |                     | 3:18         |
| 19.                 | «Марскі чалавек»                      | Лявон Вольский      | 2:43         |
| 20.                 | «Скрыпка дрыгвы»                      | Владимир Короткевич | 3:04         |
| 21.                 | «Папараць-кветка»                     | Владимир Короткевич | 3:41         |
| 22.                 | «TUT.BY»                              |                     | 3:16         |
| Общая длительность: | Общая длительность:                   | Общая длительность: | 1:13:41      |

## Участники записи
- Александр Куллинкович — вокал
- Олег Хоменко — бэк-вокал
- Лявон Вольский — бэк-вокал
- Гюнешь Абасова — бэк-вокал
- Нина Линник — бэк-вокал
- Юрий Наумов — бэк-вокал
- Виталий Абрамович — гитара
- Владимир Сахончик — гитара
- Евгений Бровко — бас-гитара
- Андрей Степанюк — ударные
- Константин Тромбицкий — волынка
- Александр Хавкин — скрипка, губная гармошка
- Виталий Абрамович — аккордеон
- музыка — «Нейро Дюбель»
- слова — Александр Куллинкович, кроме 10 — Аркадий Кулешов, 19 — Лявон Вольский, 20, 21 — Владимир Короткевич
- запись — студия «Осмос»[9]

## Рецензии и награды
Олег Климов из «Музыкальной газеты» отметил, что этот диск в чём-то лучше предыдущих работ, а в чём-то — такой же. По его мнению группа не стала хуже перейдя на белорусский язык. Из негативных моментов была выделена недостаточная продуманность аранжировок. В целом Климов отметил, что альбом не разочаровал.
Музыкальная премия «Рок-коронация», прошедшая 28 февраля 2006 года, подводила итоги сразу двух предыдущих лет, потому что несколько последних лет премия не проводилась. На этой премии альбом Tanki получил приз в номинации «Альбом года». Группа «Нейро Дюбель» в это время находилась в негласном «чёрном списке» из-за участия в концерте организованном оппозицией в 2004 году, поэтому музыканты вышли на сцену под именем «Выпить и Поплакать».